# Movie 43: Botrányfilm
A Movie 43: Botrányfilm (eredeti cím: Movie 43) 2013-ban bemutatott amerikai filmvígjáték, melynek társrendezője és producere Peter Farrelly, forgatókönyvírói pedig többek között Rocky Russo és Jeremy Sosenko. A filmben tizennégy különböző történetet láthatunk, amelyek mindegyikét más-más rendező jegyzi, köztük Elizabeth Banks, Steven Brill, Steve Carr, Rusty Cundieff, James Duffy, Griffin Dunne, Patrik Forsberg, James Gunn, Bob Odenkirk, Brett Ratner, Will Graham és Jonathan van Tulleken. A főszerepben Banks, Kristen Bell, Halle Berry, Gerard Butler, Seth MacFarlane, Leslie Bibb, Kate Bosworth, Josh Duhamel, Anna Faris, Richard Gere, Terrence Howard, Hugh Jackman, Johnny Knoxville, Justin Long, Christopher Mintz-Plasse, Chloë Grace Moretz, Chris Pratt, Liev Schreiber, Seann William Scott, Emma Stone, Jason Sudeikis, Uma Thurman, Naomi Watts és Kate Winslet látható. Julianne Moore, Tony Shalhoub és Anton Yelchin is szerepelnek a DVD-n és Blu-rayen megjelent vágott jelenetekben.
A film gyártása majdnem egy évtizedig meg sem kezdődött, mivel a legtöbb stúdió elutasította a forgatókönyvet, amelyet végül a Relativity Media vásárolt fel 6 millió dollárért. A forgatás is évekbe telt, mert a szereposztás gondokat okozott a producereknek. Néhány színész, köztük George Clooney, visszautasította a részvételt, míg mások, például Richard Gere, megpróbált kilépni a projektből.

## Cselekménye
A Movie 43: Botrányfilm egy sorozat, ami különböző paródiákat köt össze különböző helyszínekkel és forgatókönyvekkel.

## Szereplők

### A csúcspont
| Szerep            | Színész         | Magyar hang       |
| ----------------- | --------------- | ----------------- |
| Charlie Wessler   | Dennis Quaid    | Haás Vander Péter |
| Griffin Schraeder | Greg Kinnear    | Kárpáti Levente   |
| Bob Mone          | Common          | Kálid Artúr       |
| Jay               | Charlie Saxton  | Berkes Bence      |
| Jerry             | Will Sasso      | Kapácsy Miklós    |
| Danita            | Odessa Rae      |                   |
| Önmaga            | Seth MacFarlane | Czvetkó Sándor    |
| Önmaga            | Mike Meldman    |                   |

### Születésnap
| Szerep                | Színész             | Magyar hang                  |
| --------------------- | ------------------- | ---------------------------- |
| Brian                 | Seann William Scott | Gáspár András                |
| Pete                  | Johnny Knoxville    | Kálloy Molnár Péter          |
| kobold #1 / kobold #2 | Gerard Butler       | Széles László / Pálfai Péter |
| tündér                | Esti Ginzburg       |                              |

### A fogás
| Szerep         | Színész        | Magyar hang       |
| -------------- | -------------- | ----------------- |
| Davis          | Hugh Jackman   | Gergely Róbert    |
| Beth           | Kate Winslet   | Ruttkay Laura     |
| Ray            | Roy Jenkins    |                   |
| Jake, a pincér | Rocky Russo    | Sörös Miklós      |
| Abby           | Anna Madigan   |                   |
| Pam            | Julie Claire   | Sipos Eszter Anna |
| Angie          | Katie Finneran |                   |

### Az üzlet
| Szerep    | Színész        | Magyar hang    |
| --------- | -------------- | -------------- |
| Julie     | Anna Faris     | Dögei Éva      |
| Doug      | Chris Pratt    | Dolmány Attila |
| Larry     | J. B. Smoove   | Pál Tamás      |
| Bill      | Jarrad Paul    |                |
| Christine | Maria Arcé     |                |
| Friend    | Aaron LaPlante |                |

### Középiskolás randevúk
| Szerep      | Színész                  | Magyar hang     |
| ----------- | ------------------------ | --------------- |
| Nathan      | Jimmy Bennett            | Timon Barnabás  |
| Amanda      | Chloë Grace Moretz       | Pekár Adrienn   |
| Mikey       | Christopher Mintz-Plasse | Baradlay Viktor |
| Steve       | Patrick Warburton        | Jantyik Csaba   |
| Amanda apja | Matt Walsh               | Péter Richárd   |

### Veronica
| Szerep         | Színész       | Magyar hang       |
| -------------- | ------------- | ----------------- |
| Neil           | Kieran Culkin | Előd Álmos        |
| Veronica       | Emma Stone    | Nemes Takách Kata |
| öregember      | Arthur French | Pálfai Péter      |
| magas hölgy    | Brooke Davis  |                   |
| alacsony férfi | Josh Shuman   |                   |

### Felelsz vagy mersz?
| Szerep                     | Színész           | Magyar hang   |
| -------------------------- | ----------------- | ------------- |
| Emily                      | Halle Berry       | Pikali Gerda  |
| Donald                     | Stephen Merchant  | Magyar Bálint |
| nagydarab férfi            | Sayed Badreya     | Bolla Róbert  |
| önmaga                     | Snooki            |               |
| pincérnő                   | Caryl West        |               |
| Elizabeth nővér            | Ricki Noel Lander |               |
| Bachelorette, a party lány | Paloma Felisberto |               |
| védnök                     | Jasper Grey       |               |
| Blanco, a csapos           | Benny Harris      |               |
| sztriptízes                | Zen Gesner        |               |

### Superhősös gyorsismerkedés
| Szerep       | Színész         | Magyar hang       |
| ------------ | --------------- | ----------------- |
| Robin        | Justin Long     | Vida Péter        |
| Stacey       | Katrina Bowden  |                   |
| Batman       | Jason Sudeikis  | Háda János        |
| Lois Lane    | Uma Thurman     | Für Anikó         |
| Superman     | Bobby Cannavale | Kapácsy Miklós    |
| Supergirl    | Kristen Bell    | Sipos Eszter Anna |
| Pingvin      | John Hodgman    |                   |
| Wonder Woman | Leslie Bibb     | Vágó Bernadett    |
| Rébusz       | Will Carlough   |                   |

### A lányunk keresés
| Szerep | Színész        | Magyar hang |
| ------ | -------------- | ----------- |
| Maude  | Julianne Moore |             |
| George | Tony Shalhoub  |             |
| P.I.   | Bob Odenkirk   |             |

### Beezel
| Szerep          | Színész            | Magyar hang   |
| --------------- | ------------------ | ------------- |
| Amy             | Elizabeth Banks    | Kelemen Kata  |
| Anson           | Josh Duhamel       | Takátsy Péter |
| szülinapos lány | Emily Alyn Lind    |               |
| anya            | Michelle Gunn      |               |
| party bohóc     | Christina Linhardt |               |

### Magántanulók
| Szerep          | Színész            | Magyar hang     |
| --------------- | ------------------ | --------------- |
| Sean            | Alex Cranmer       |                 |
| Clare           | Julie Ann Emery    | Mezei Kitty     |
| Samantha Miller | Naomi Watts        | Solecki Janka   |
| Robert Miller   | Liev Schreiber     | Papucsek Vilmos |
| Kevin Miller    | Jeremy Allen White | Czető Roland    |

### iBabe
| Szerep   | Színész                   | Magyar hang   |
| -------- | ------------------------- | ------------- |
| iBabe #1 | Cathy Cliften             |               |
| iBabe #2 | Cherina Monteniques Scott |               |
| srác     | Zach Lasry                |               |
| főnök    | Richard Gere              | Mihályi Győző |
| Arlene   | Kate Bosworth             |               |
| Brian    | Jack McBrayer             |               |
| Robert   | Aasif Mandvi              | Renácz Zoltán |
| nő       | Darby Lynn Totten         |               |
| Chappy   | Marc Ambrose              |               |

### Győzelem és dicsőség
| Szerep       | Színész         | Magyar hang |
| ------------ | --------------- | ----------- |
| Jackson edző | Terrence Howard | Zöld Csaba  |
| Anthony      | Aaron Jennings  |             |
| Wallace      | Corey Brewer    |             |
| Moses        | Jared Dudley    |             |
| Bishop       | Larry Sanders   |             |
| Lucious      | Jay Ellis       |             |
| fehér fiú #1 | Brian Flaccus   |             |
| fehér fiú #2 | Brett Davern    |             |
| fehér fiú #3 | Evan Dumouchel  |             |
| fehér fiú #4 | Sean Rosales    |             |
| fehér fiú #5 | Logan Holladay  |             |
| pomponlány   | Mandy Kowalski  |             |
| narrátor     | Eric Stuart     |             |

### A betolakodók
| Szerep                   | Színész         | Magyar hang |
| ------------------------ | --------------- | ----------- |
| Calvin Cutler            | Mark L. Young   |             |
| J.J.                     | Adam Cagley     |             |
| Baxter Cutler            | Devin Eash      |             |
| Vrankovich / Minotaurusz | Fisher Stevens  |             |
| kínai Gengszter 1        | Tim Chou        |             |
| kínai Gengszter 2        | James Hsu       |             |
| Stevie Schraeder         | Nate Hartley    |             |
| Sitara                   | Liz Carey       |             |
| Mrs. Cutler              | Beth Littleford |             |

## DVD-megjelenés
A Movie 43: Botrányfilm 2013. június 18.-án jelent meg DVD-n és BluRay-en az Amerikai Egyesült Államokban, illetve az Egyesült Királyságban.

## Díjak és jelölések
| Év   | Díj                   | Kategória                                | Jelölt                                | Eredmény |
| ---- | --------------------- | ---------------------------------------- | ------------------------------------- | -------- |
| 2013 | Golden Trailer Awards | legócskább filmelőzetes                  | „Ne nézd meg”-előzetes                | Jelölve  |
| 2014 | Arany Málna díj       | legrosszabb film                         | Az összes filmkészítő                 | Elnyerte |
| 2014 | Arany Málna díj       | legrosszabb rendező                      | Együtt a 13 rendező                   | Elnyerte |
| 2014 | Arany Málna díj       | legrosszabb forgatókönyv                 | Az összes forgatókönyvíró             | Elnyerte |
| 2014 | Arany Málna díj       | legrosszabb filmes páros / szereplőgárda | A teljes szereplőgárda                | Jelölve  |
| 2014 | Arany Málna díj       | legrosszabb női főszereplő               | Halle Berry (A hívás főszerepéért is) | Jelölve  |
| 2014 | Arany Málna díj       | legrosszabb női főszereplő               | Naomi Watts (a Diana főszerepéért is) | Jelölve  |

## Fordítás
Ez a szócikk részben vagy egészben  a   Movie_43 című angol Wikipédia-szócikk fordításán alapul.  Az eredeti cikk szerkesztőit annak laptörténete sorolja fel. Ez a jelzés csupán a megfogalmazás eredetét és a szerzői jogokat jelzi, nem szolgál a cikkben szereplő információk forrásmegjelöléseként.